# Far East Movement
Far East Movement, (estilizado como Far⋆East Movement ou abreviado FM) é um quarteto de electro hop de Los Angeles, Califórnia. Seus membros representam diferentes gerações de descendentes de quatro países asiáticos: Japão, China, Coreia e Filipinas. O grupo foi formado em 2003 e consiste em: Kev Nish (Kevin Nishimura), Prohgress (James Roh), J-Splif (Jae Choung), e DJ Virman (Virman Coquia). O grupo também tem a distinção de ser o primeiro grupo asiático-americano a ganhar um hit top ten nas paradas Mainstream Pop nos Estados Unidos.
Like a G6, é sua canção mais famosa, sendo uma das músicas mais tocadas do mundo, chegando, inclusive, no topo da Billboard Hot 100.

## Carreira musical

### 2003–2007:Folk Music
Os três membros originais do movimento do Far East Movement Kevin Nishimura (Kev Nish), James Roh (Prohgress) e Jae Choung (J-Splif), cresceram em Downtown, Los Angeles. Eles eram companheiros íntimos no colégio e compartilhavam uma paixão pela música juntos. O trio promoveu sua música online e começou a tocar em clubes locais e eventos em Los Angeles; em breve, eles começaram sua carreira musical com o nome "Emcees Anonymous" em 2001. No entanto, eles mais tarde mudaram para Far East Movement ou FM, originário de uma canção que eles produziram com o mesmo nome. Em 2003, eles organizaram um evento chamado "Movementality" em Koreatown, Los Angeles, com dez diferentes performances com todos os recursos enviados para um centro de reabilitação de jovens das drogas.
Em 2005, Far East Movement lançou um mixtape chamado "Audio-Bio," que foi um dos seus primeiros CDs e continha muitas de suas primeiras canções e muitas canções não estavam disponíveis em qualquer lugar. Seu primeiro álbum chamado Folk Music foi lançado no início de 2006. O single "Round Round" foi destaque no filme, The Fast and the Furious: Tokyo Drift, que aparece tanto na trilha sonora do álbum The Fast and the Furious: Tokyo Drift e no vídeo game. Esta crítica foi o catalisador que cimentou a sua decisão de prosseguir a música como uma carreira em tempo integral. Suas canções "Get Offa Me" e "Make Ya Self" foram apresentadas no jogo The Fast and the Furious. Eles prosseguiram para executar duas turnês mundiais (incluindo Estados Unidos, América do Sul, Canadá e Ásia), e eles assinaram acordos de distribuição no Japão e na Coreia do Sul com a Avex Network e JF Productions para o seu álbum. Suas canções continuaram a ser mostrado na mídia e redes de TV incluindo VH1, MTV e E!.
Em 2007, eles foram destaque no Festival Sundance de Cinema no filme chamado "Finishing the Game", fazendo a canção "Satisfaction" para o filme. Eles também lançaram o single "You Got A Friend", com Lil Rob e Baby Bash, que se tornou sua primeira canção na rádio nacional principal.

### 2008–2009: DJ Virman eAnimal

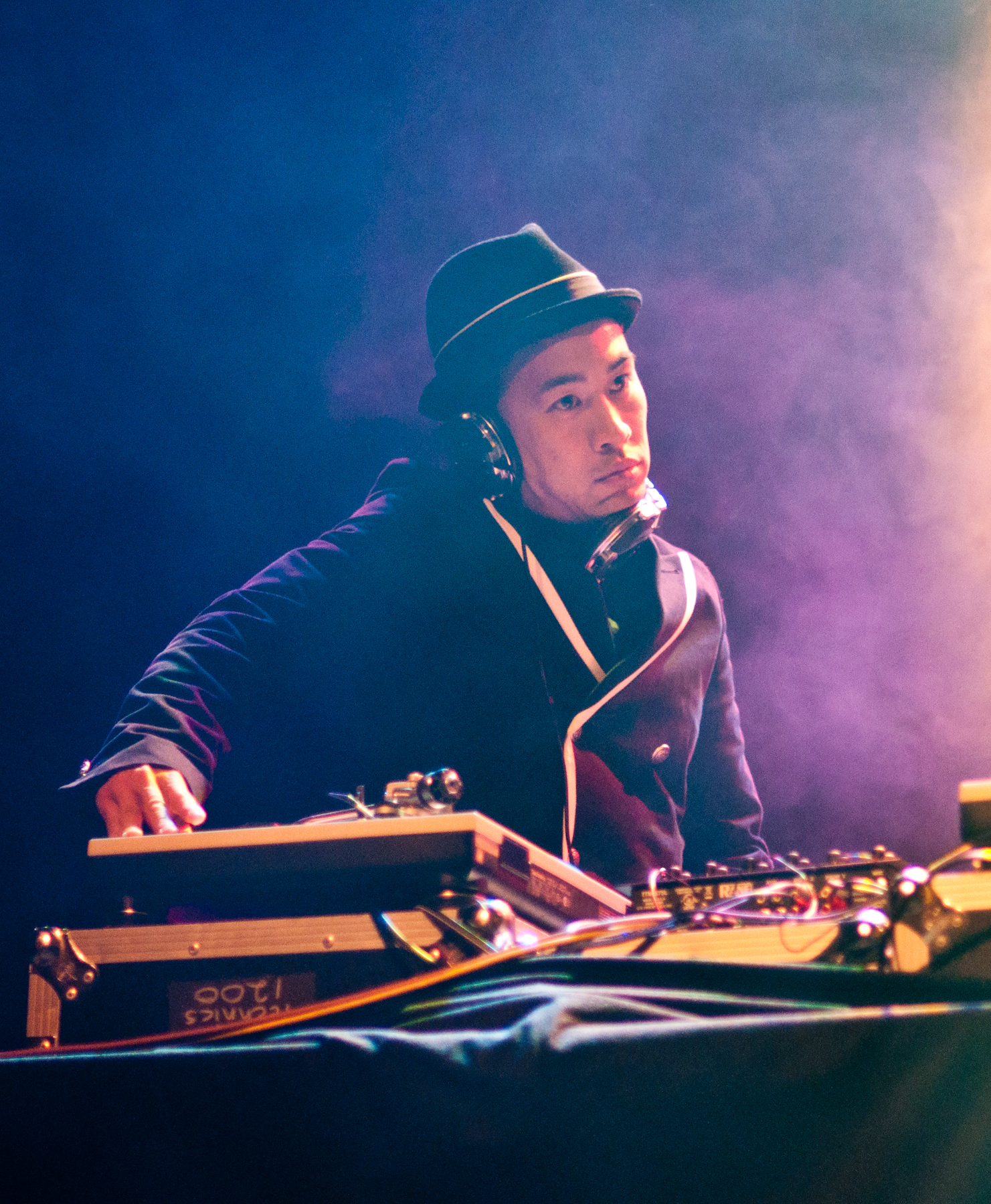
DJ Virman apresentando com FM em San Diego

DJ Virman, veio da rádio Power 106 de Los Angeles para grupo como seu DJ oficial. Eles lançaram outro single intitulado "Lowridin" que recebeu um airplay em 2008. Logo depois, eles planejaram um showcasing o seu segundo álbum, liberando o álbum Animal mais tarde no mesmo ano. Animal continha três singles que freqüentemente foi tocada na rádio nacional: "You’ve Got A Friend", "Lowridin" e o sucesso "Girls On The Dance Floor". Esta última chegou a vigésima sétima posição na parada da Billboard no Latin Rhythm Airplay, que marcou sua estreia nas paradas da Billboard.
O álbum Animal contém várias colaborações, que incluem The Stereotypes, Lil Rob, Baby Bash, Bruno Mars, Wiz Khalifa, Bionik, 24/8, IZ, DB Tonik, e Jah Free. As canções do álbum Animal foram destaque em filmes importantes e na televisão em várias ocasiões. O single "Girls on the Dance Floor" foi tocado na série de dança da MTV America's Best Dance Crew na 4 temporada durante uma performance em Artistry In Motion (Arista em Movimento), pelos grupos Vogue Evolution e We Are Heroes. A canção também foi tocou filme Get Him to the Greek, da FOX na série So You Think You Can Dance e no sétimo episódio do CSI: Miami da 8 temporada. Além disso, "Dance Like Michael Jackson" foi ao ar na série Lincoln Heights em 10 de novembro de 2009 e no episódio de Gossip Girl no episódio "Dan de Fleurette". "I Party" foi destaque na FOX na série Lie To Me e "Fetish" que esteve na premiação Guy's Choice Awards 2009. "Girls on the Dance Floor" atingiu mais de 5 milhões de hits no Myspace ao mesmo tempo, atraindo mais de 8 milhões de visualizações no YouTube.
Em 2009, eles eram uma das bandas de destaque no concerto L.A.'s Powerhouse 106 com artistas bem conhecidos, como Jay-Z, Kid Cudi, Sean Paul, New Boyz, Pitbull, Lil Jon, LMFAO, Ya Boy, Flo Rida e Black Eyed Peas. A empresa popular streetwear, Orisue, tinha uniram-se com o Far East Movement e ajudou a filmar um viodeclipe para a música "Lowridin". Em maio de 2009, o Far East Movement juntou-se ao grupo mais conhecido de hip hop da Coreia, o grupo Epik High, em sua turnê "Map the Soul" em todo os Estados Unidos. Então eles realizarão seu primeiro concerto da turnê no Roxy Theater em Hollywood até julho de 2009, que resultou em um show lotado. Juntamente com Wong Fu Productions, FM criou outros três concertos esgotados "International Secret Agents" intitulado como "ISA", hospedado em San Francisco, Los Angeles e Nova York para promover artistas americanos asiáticos na mídia com performances por Quest Crew, Poreotics, Jay Park e outros.
Fm lançou um EP chamado de Party Animal que foi lançado na primeira data da turnê Party Rock Tour (participando FM, LMFAO, Shwayze, Paradiso Girls, Space Cowboy dentre outros). Seus dois singles, "Girls on the Dance Floor" e "2 is Better" com Ya Boy, têm conquistado sucesso nas rádios. Eles mais tarde anunciaram que estão trabalhando em um novo álbum com produtores nomeados pelo Grammy, The Stereotypes, que havia produzido o grande sucesso "Girls on the Dance Floor".

### 2010–2011: Cherrytree/Interscope Records eFree Wired

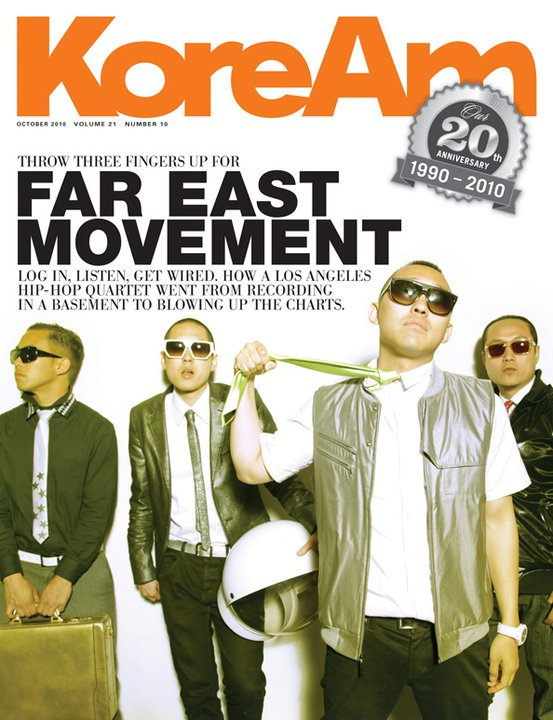
Na capa da KoreAm, outubro de 2010

Em fevereiro de 2010, Far East Movement assinou um importante contrato com a Cherrytree Records, uma subsidiária da Interscope Records. Eles são gerenciados no momento pelo Ted Chung da Stampede Management, que também é Presidente da Doggystyle Records.
A progredir ainda mais junto no mesmo ano, o grupo apoiou Robyn e Kelis sobre sua turnê dupla juntamente com Dan Black, além de ser anunciado como ato de abertura da turnê japonesa de Lady Gaga na The Monster Ball Tour. Além disso, sua faixa hit anterior, "Girls on the Dancefloor" e "Fetish", foi destaque em Piranha 3D, mas ele não entrou na trilha sonora do filme.
No show de 2010 no "ISA" em LA e Nova Iorque foram realizadas em 5 de setembro e 28 de agosto respectivamente. Eles tocaram suas músicas ao lado de outros como AJ Rafael, Jay Park, Wong Fu Productions, Poreotics e Quest Crew (ambos vencedores do America's Best Dance Crew), David Choi, Jennifer Chung, David Garibaldi, Lydia Paek dentre outros. Ambos os shows foram hospedados por Lydia Paek, Kevin Wu e Ryan Higa.
De 13 de setembro até meados de outubro, o grupo foi uma das bandas de abertura do "Up In The Air Tour" com Mike Posner, que se estende por várias cidades da América do Norte.
Free Wired é o título do seu primeiro álbum de estreia da Cherrytree/Interscope Records e foi lançado em 12 de outubro de 2010. O álbum foi disponibilizado nos Estados Unidos e Canadá. Suas faixas incluem artistas populares como Keri Hilson, Lil Jon, Snoop Dogg (co-escrita por Bruno Mars), Mohombi, Colette Carr, Natalia Kills, Koda Kumie e Ryan Tedder do OneRepublic. O segundo single lançado nas rádios como um seguimento da canção "Like a G6" é chamado de "Rocketeer", que conta com o vocal de Ryan Tedder
Na edição de 30 de outubro de 2010 da Revista Billboard, a música "Like a G6" que conta com a participação de The Cataracs e Dev alcançou o número um na Billboard Hot 100, bem como a iTunes. Durante a coleta de sucesso para o seu álbum e single, eles foram apresentados em uma série de datas da turnê com o seu companheiro de rótulo Cherrytree/Interscope Record, La Roux, de início de novembro a meio do mês. Em 20 de novembro, confirmou-se que o grupo tinha alcançado o status de disco de platina duplo para "Like a G6", coletando dois milhões em vendas e contando. O grupo ganhou "Melhor Artista Internacional" no Mnet Asian Music Awards de 2010.
O grupo fez uma turnê com Rihanna e Calvin Harris do final de fevereiro ao início de março, como parte da turnê Last Girl on Earth Tour. Logo após a turnê, o grupo começou a produzir sua própria turnê, The Free Wired World Tour. Com ela o grupo visitou Manila, Filipinas, Jacarta, Indonésia, Taipei, Taiwan, Hong Kong, Singapura e Seul. A turnê continuará em Hamburgo, na Alemanha no final deste mês em Banguecoque em Abril. O grupo foi selecionados a locais turísticos no Reino Unido no início de julho, mas cancelou essas datas devido a compromissos de gravação. No entanto, eles ainda estão confirmados para atuar no Barclaycard Wireless Festival, em 1 de julho, em Londres.
Far East Movement foram selecionados para a turnê de Lil Wayne, Am Still Music tour. Em turnê, o grupo tirou um segundo ônibus de turismo para trabalhar em seu segundo álbum pela gravadora Cherrytree Records, que está programado para lançamento no início de 2012.

### 2012–presente:Dirty Bass
O primeiro single do álbum de estúdio "Dirty Bass" de 2012 é chamado de "Live My Life". Em 12 de fevereiro de 2012, Martin Kierszenbaum confirmou uma colaboração com Far East Movement e Bill Kaulitz do Tokio Hotel para o novo álbum. A canção é chamada de "If I Die Tomorrow". Far East Movement também trabalhou com produtores famosos como David Guetta, Bangladesh, Cherry Cherry Boom Boom (Martin Kierszenbaum fundador e presidente da Cherrytree), will.i.am e RedOne. Trabalharam também com o rapper e integrante do grupo de K-pop, EXO Park Chanyeol.

## Discografia

### Álbuns de estúdio
- Free Wired (2010)
- Dirty Bass (2012)
- Identity (2016)

## Prêmios
| Ano  | Organização                  | Premiação                          | Trabalho nomeado                                   | Resultado |
| ---- | ---------------------------- | ---------------------------------- | -------------------------------------------------- | --------- |
| 2010 | Mnet Asian Music Awards      | Melhor Artista Internacional       |                                                    | Venceu    |
| 2011 | Teen Choice Awards           | Música escolha: Grupo              |                                                    | Indicado  |
| 2011 | MTV Video Music Awards Japan | Melhor vídeo de Hip-Hop            | "Like a G6" (compartilhado com Dev e The Cataracs) | Indicado  |
| 2011 | MuchMusic Video Awards       | Vídeo internacional do Ano — Grupo | "Like a G6" (compartilhado com Dev e The Cataracs) | Venceu    |
| 2011 | Billboard Music Awards       | Canção Top Rap                     | "Like a G6" (compartilhado com Dev e The Cataracs) | Indicado  |
| 2011 | MTV Europe Music Awards      | Melhor artista revelação           |                                                    | Indicado  |
| 2011 | MTV Europe Music Awards      | Melhor artista Push                |                                                    | Indicado  |